# Angeł Sołakow
Angeł Iwanow Sołakow (bułg. Ангел Иванов Солаков, ur. 20 lipca 1922 w Sofii, zm. 15 listopada 1998 tamże) – bułgarski polityk komunistyczny, minister spraw wewnętrznych Ludowej Republiki Bułgarii (1968-1971).

## Życiorys
Od młodości związany ze skrajną lewicą, 1941 wstąpił do BPK, od 1941 kierował podziemną komunistyczną grupą bojową w Sofii, 1942 aresztowany i skazany na 15 lat więzienia. Po przewrocie w Bułgarii (9 września 1944) zwolniony, podjął pracę w aparacie Robotniczego Związku Młodzieży przemianowanego 1947 na Związek Ludowej Młodzieży, od 1951 był sekretarzem jego KC. Od 1958 pracował w KC BPK, później w Komitecie Miejskim BPK w Sofii, a od 1962 w resorcie spraw wewnętrznych, 1962-1971 członek KC BPK. Od 1962 do 21 lipca 1965 I zastępca ministra spraw wewnętrznych Bułgarii (od 8 czerwca 1963 równocześnie przewodniczący Komitetu Bezpieczeństwa Państwa (KDS) MSW Bułgarii), od 22 lipca 1965 do 27 grudnia 1968 przewodniczący KDS Bułgarii, od 27 grudnia 1968 do 9 lipca 1971 minister spraw wewnętrznych i bezpieczeństwa państwowego Bułgarii (od 20 lutego 1969 minister spraw wewnętrznych Bułgarii). W latach 1971-1990 zastępca przewodniczącego Bułgarskiego Komitetu Olimpijskiego, następnie na emeryturze. Posiadał stopień generała pułkownika.